# Maxera discosticta
Maxera discosticta är en fjärilsart som beskrevs av George Francis Hampson 1897. Maxera discosticta ingår i släktet Maxera och familjen nattflyn. Inga underarter finns listade i Catalogue of Life.